# Kirke Såby
Kirke Såby – miasto w Danii, w regionie Zelandia, w gminie Lejre.